# Granica Rumunii z SHS
Granica Rumunii z SHS – granica międzypaństwowa między Królestwem Rumunii i Królestwem Serbów, Chorwatów i Słoweńców w latach 1920–1929.
Granica biegła od trójstyku granic Królestwa SHS, Bułgarii i Rumunii (ujście rzeki Timok do Dunaju). Dunajem do ujścia rzeki Nera do Dunaju, rzeką Nera, pozostawiając po stronie Królestwa SHS miasto Bela Crkva. Następnie przyjmowała kierunek północno-wschodni, omijając łukiem od północy miasto Vršac, przecinała rzekę Temesz, na południe od Timișoary, następnie biegła pomiędzy miastami Jimbolia (Rumunia) i Kikinda (Królestwo SHS) i dochodziła do trójstyku granic Królestwa SHS, Węgier i Rumunii na zachód od miejscowości Beba Veche.
Granicę ustalono w Sèvres, 10 sierpnia 1920 roku. Jednak dopiero 9 grudnia 1920 r. Rumuni podpisali traktat o granicy, która zresztą nie nabierała od razu ostatecznego charakteru. W 1921 roku Rumunia i Królestwo SHS podpisały protokół o rozgraniczeniu i powołały komisję, której prace oba państwa zaakceptowały 24 listopada 1923 roku.
W latach 1929–1941 i 1947–1992 była to granica jugosłowiańsko-rumuńska. Obecnie (od 2006) jest to granica serbsko-rumuńska.